# 碘化金
碘化金是一种无机化合物，化学式为AuI3，不稳定，在空气中缓慢分解为碘化亚金和碘。

## 化学性质
碘化金可溶于碱金属碘化物溶液，形成[AuI4]−。